# Capitophorus eniwanus
Capitophorus eniwanus är en insektsart. Capitophorus eniwanus ingår i släktet Capitophorus och familjen långrörsbladlöss. Inga underarter finns listade i Catalogue of Life.